# Lago di Guerlédan
Il lago di Guerlédan (in francese lac de Guerlédan, in bretone lenn Gwerledan) è un lago artificiale francese, situato tra i comuni di Saint-Aignan e Saint-Brigitte nel Morbihan e tra i comuni di Guerlédan, Caurel e Saint-Gelven nelle Côtes-d'Armor in Bretagna.
Deve la sua formazione alla costruzione della diga di Guerlédan dal 1923 al 1930 sul fiume Blavet. La diga alimenta la centrale elettrica gestita dal 1946 dalla EDF.